# الیس ای.ویلیامز
الیس ای. ویلیامز (به انگلیسی: Ellis E. Williams) (زاده ۲۸ ژوئن ۱۹۵۱) بازیگر آمریکایی است.
از فیلم‌های معروف او می‌توان به بازی در فیلم آنتوان فیشر و مرد چمن‌زن ۲ اشاره کرد.